# Die glorreichen Sieben (1960)
Die glorreichen Sieben (Originaltitel: The Magnificent Seven) ist ein Western aus dem Jahr 1960 von Regisseur John Sturges. Die Handlung basiert auf dem japanischen Film Die sieben Samurai, wird aber nach Nordamerika verlegt. Der Film wurde von der Mirisch Corporation für United Artists produziert. Er kam am 24. Februar 1961 über den Verleih von United Artists in Deutschland ins Kino. Kinostart in den USA war am 23. Oktober 1960.

## Handlung
Ein armes mexikanisches Dorf wird regelmäßig von einer Banditenbande um den Anführer Calvera bedroht und ausgeraubt. Einige der Dorfbewohner suchen eine Grenzstadt zu den USA auf, um Gewehre für ihre Verteidigung zu kaufen. Sie erfahren dort von dem US-Amerikaner Chris, dass ihnen ohne Kampferfahrung Gewehre nichts nutzen. Er rät ihnen, Männer mit Gewehren für eine bestimmte Zeit zu engagieren. Chris lässt sich für ihre Sache gewinnen und schafft es, mit dem wenigen Geld und Wertgegenständen der Dorfbewohner, weitere fünf fähige Revolvermänner aus den USA für den zu erwartenden Kampf gegen die Banditen zu gewinnen. Ein jugendlicher Heißsporn („Chico“) wird nach einigem Drängen und Wirbel auch noch in die Gruppe aufgenommen. Von der Darstellung und ihrem Auftreten her wirken die Revolvermänner sehr unterschiedlich und scheinen verschiedene Fähigkeiten zu haben, sind sich aber im Kampf ähnlich.
Nach dem Eintreffen im Dorf errichtet die Gruppe zusammen mit den Dorfbewohnern Befestigungen und bildet sie im Gebrauch von Schusswaffen aus. Einen ersten Angriff von Calveras Bande wehren sie erfolgreich ab. Viele der Mexikaner sind jedoch verängstigt und fordern die Sieben auf, das Dorf zu verlassen. Die Gruppe besteht hingegen darauf, den Kampf gegen Calvera weiterzuführen, und versucht, der Bande die Pferde zu stehlen, das Lager ist jedoch leer. Zur selben Zeit konspirieren einige Dorfbewohner mit den Banditen. Als die Sieben wieder im Dorf eintreffen, werden sie von Calvera überrascht und zunächst entwaffnet. Nachdem sie außerhalb des Dorfes freigelassen worden sind, erhalten sie ihre Waffen wieder zurück. Sie verständigen sich darauf, erneut zurückzukehren und zu kämpfen.
Beim letzten Gefecht, an dem sich schließlich auch die Dorfbewohner beteiligen, werden die zahlenmäßig weit überlegenen Banditen besiegt und fast vollständig aufgerieben. Jedoch kommen auch vier der sieben Kämpfer um, nämlich Bernardo O’Reilly, Lee, Harry Luck und  Britt. Chris kommentiert den Verlust der Vier mit einem Zitat des Dorfältesten: „Nur die Farmer konnten gewinnen. Wir haben verloren! – Wir verlieren immer!“ Chris und Vin reiten davon. Chico bleibt im Dorf bei Petra, einer jungen Frau, in die er sich verliebt hat.

## Filmmusik
Der Soundtrack stammt von Elmer Bernstein. Der Soundtrack wurde von mindestens 19 Labels in unterschiedlichen Zusammenstellungen veröffentlicht. Die ursprüngliche Film-LP enthielt nur 12 Titel. Die bisher vollständigsten Zusammenstellungen auf CD enthalten 23 Titel:
1. Main Title And Calvera
2. Council
3. Quest
4. Medley: Strange Funeral / After The Brawl
5. Vin’s Luck
6. And Then There Were Two
7. Fiesta – Elmer Bernstein & his Orchestra
8. Stalking
9. Worst Shot
10. The Journey
11. Toro
12. Training
13. Calvera’s Return
14. Calvera Routed
15. Ambush
16. Petra’s Declaration
17. Bernardo
18. Surprise
19. Defeat
20. Crossroads
21. Harry’s Mistake
22. Calvera Killed
23. Finale

## Synchronisation
Die deutsche Fassung entstand bei der Ultra-Film Synchron GmbH in Berlin.
Die Sieben:

| Darsteller      | Rolle             | Synchronsprecher |
| --------------- | ----------------- | ---------------- |
| Yul Brynner     | Chris Adams       | Heinz Giese      |
| Steve McQueen   | Vin               | Herbert Stass    |
| Charles Bronson | Bernardo O’Reilly | Franz Nicklisch  |
| Horst Buchholz  | Chico             | Horst Buchholz   |
| Robert Vaughn   | Lee               | Rainer Brandt    |
| Brad Dexter     | Harry Luck        | Horst Niendorf   |
| James Coburn    | Britt             | Friedrich Joloff |

Weitere Personen:
| Darsteller              | Rolle                        | Synchronsprecher |
| ----------------------- | ---------------------------- | ---------------- |
| Eli Wallach             | Calvera                      | Arnold Marquis   |
| Wladimir Sokoloff       | Dorfältester                 | Eduard Wandrey   |
| Rosenda Monteros        | Petra, Chicos Braut          | Sabine Eggerth   |
| Jorge Martínez de Hoyos | Hilario                      | Axel Monjé       |
| Valentin de Vargas      | Calveras Gefolgsmann         | Gerd Martienzen  |
| Rico Alaniz             | Sotero                       | n.n.             |
| Natividad Vacío         | Miguel                       | n.n.             |
| Robert J. Wilke         | Wallace (bei Eisenbahn)      | Knut Hartwig     |
| Whit Bissell            | Bestatter Chamlee            | Heinz Petruo     |
| Bing Russell            | Robert, Henrys Reisegefährte | n.n.             |

## Trivia
- Aus den Credits geht hervor, dass der Bekanntheitsgrad der Darsteller zur Zeit der Entstehung ein ganz anderer war als in der Rückschau: Robert Vaughn und Brad Dexter werden vor James Coburn genannt.
- Komponist John Barry zitiert die von Elmer Bernstein komponierte Titelmelodie in seiner Filmmusik zum James-Bond-Film Moonraker – Streng geheim.
- 1998 griff eine amerikanische Fernsehserie das Thema unter dem gleichnamigen Titel in 23 Episoden wieder auf.
- Im Science-Fiction-Film Westworld (1973) spielte Yul Brynner einen schwarz gekleideten Revolverheld-Androiden im Stil seiner Darstellung aus Die glorreichen Sieben. Die Rolle in Westworld war somit gleichsam eine Hommage, eine Parodie und zugleich eine Nachahmung seiner Rolle in Die glorreichen Sieben.[4][5][6]
- Es gibt ferner eine Kinderbuchreihe von Alfred Weidenmann, die die Bezeichnung Die glorreichen Sieben ebenfalls verwendet.
- Der Stoff wurde vom Münsterschen Theaterlabel Herz&Mund für das Theater bearbeitet und am 1. Oktober 2004 im Theater im Pumpenhaus in Münster uraufgeführt.
- Im Werk Der Dunkle Turm von Stephen King (im Teil Wolfsmond) wird ein Bezug zwischen der Hauptgruppe des Buches und den Glorreichen Sieben hergestellt, auch ist „Wir sind Reisende in Blei“ ein wiederkehrender Satz in diesem Buch. Und auch ein Handlungsort – die Calla Bryn Sturgis – ist eine Hommage an Hauptdarsteller und Regisseur.
- The Clash nahmen 1980 einen gleichnamigen Song auf.
- In der Episode Die glorreichen Ferengi (The Magnificent Ferengi, Staffel 6, Folge 10) aus der Serie Star Trek: Deep Space Nine finden sich – ähnlich wie in Die glorreichen Sieben – sechs Ferengi zu einer anfangs aussichtslosen Mission zusammen.
- Der Film Sador – Herrscher im Weltraum ist eine Adaption an das Genre Science-Fiction. Robert Vaughn tritt darin in einer vergleichbaren Rolle auf.
- Die Band Thunder benannte ihr siebentes Studioalbum in Anlehnung an den Film The Magnificent Seventh.
- Im Film ¡Drei Amigos! wird die grundsätzliche Handlung adaptiert und persifliert. Hier treten jedoch nur drei Helden wider Willen einer Horde Banditen gegenüber.
- In Anlehnung an den Film werden die sieben US-Technologiekonzerne Amazon, Apple, Facebook, Google, Microsoft, Nvidia und Tesla als die Glorreichen Sieben bezeichnet.[7]

## Kritiken
Joe Hembus merkt an, der Film sei „glorreich besetzt“ und markiere „den Beginn des japanischen Zeitalters im Western“; es bleibe den Helden bei Kurosawa wie bei Sturges nur „der bittere Geschmack der Unbehaustheit“.
Phil Hardy nennt den Film „einen höchst einflussreichen Western“. Sturges’ Regie betone erfolgreich die Setpiece-Einstellungen, durch die die einzelnen Figuren mit Leben erfüllt würden, jedoch auf Kosten des erzählerischen Flusses.

„Gelungene Western-Umsetzung des japanischen Klassikers ‚Die sieben Samurai‘ mit Action, Spannung, Psychologie und einer großen Starbesetzung; der Film wurde immer wieder kopiert – aber nie mehr erreicht.“

„Schauspielerische Leistungen, phantastische Landschaftsaufnahmen und die aufregenden Kampfszenen machen den Film zu einem Wildwest-Meisterwerk.“

„Ein spannender Western, der die Folklore geschickt in die rauhe Handlung einfügt, eine exzellente Kameraarbeit aufzuweisen hat und besonders in den Nebenrollen von beachtlichen schauspielerischen Leistungen lebt.“

„Dieser nur anfangs witzige Film des Regisseurs John Sturges zeigt, daß die moralische Aufrüstung des Western zum staatsbürgerlichen Unterricht Fortschritte macht. Während die Colts noch rauchen, werden die Cowboys schon von Zweifeln am Wert ihres Tuns befallen, verbreiten sich über den Segen der heimatlichen Scholle und preisen die Vorzüge eines geordneten Familienlebens. Noch beim Kämpfen finden sie Gelegenheit, abenteuersüchtigen Jugendlichen ins Gewissen zu reden. Neben dem vorwiegend behutet agierenden Glatzkopf Yul Brynner gibt Deutschlands Star-Jugendlicher Horst Buchholz seinen Wildwest-Einstand mit Anstand.“

## Auszeichnungen
Die Filmmusik von Elmer Bernstein wurde 1961 für den Oscar nominiert. Das Titelthema gilt bis heute als eine der bekanntesten Western-Filmmusiken überhaupt und wurde später unter anderem auch in der Werbung verwendet. Am bekanntesten wurde dabei die Version für die Zigarettenmarke Marlboro. Die glorreichen Sieben wurde 2013 in das National Film Registry aufgenommen.

## Fortsetzungen und Neuverfilmungen
Die glorreichen Sieben fand insgesamt drei Fortsetzungen, die ebenfalls im Wilden Westen spielen, an den Erfolg des Originals aber nicht anknüpfen konnten:
- Die Rückkehr der glorreichen Sieben (Return of the Seven, 1966)
- Die Rache der glorreichen Sieben (Guns of the Magnificent Seven, 1969)
- Der Todesritt der glorreichen Sieben (The Magnificent Seven Ride!, 1972)
- hinzu kam die TV-Serie Die glorreichen Sieben, welche von 1998 bis 2000 produziert wurde.

Außerdem entstand unter der Regie von Antoine Fuqua eine gleichnamige Neuverfilmung, die 2016 erschienen ist.